# Gertrude Paul
Pour les articles homonymes, voir Paul.
Gertrude Paul (6 septembre 1934 - 7 janvier 1992) est une enseignante et avocate de la communauté antillaise britannique du Yorkshire.

## Biographie
Gertrude Maretta Paul est originaire de Parson's Ground Village, situé sur l'île caribéenne de Saint-Kitts. En 1956, elle déménage à Leeds, en Angleterre. Elle est la première enseignante noire à prendre ses fonctions dans la ville de Leeds. En 1976, elle est nommée directrice de la Elmhurst Middle School à Chapletown,. 
Gertrude Paul est l'une des fondatrices du carnaval antillais de Leeds, également nommé le Leeds West Indian Carnival et reconnu comme l'un des plus anciens carnavals antillais en Europe,. Elle est la cofondatrice et la présidente de la United Caribbean Association. Gertrude Paul a également siégé à la Commission pour l'égalité raciale au Royaume-Uni. 
Gertrude Paul décède en janvier 1992 d'une crise cardiaque à Saint-Kitts. En 2011, le Leeds Civic Trust est à l'origine de la pose d'une plaque commémorative sur la façade de son école, renommée depuis la Bracken Edge Primary,,. 